# Comares
Comares er en by og kommune i det sydlige Spanien i provinsen Málaga. Den har et indbyggertal på 1.346 (2024) indbyggere.